# Yasemin Güveli
Yasemin Güveli (Istanbul, 5 gennaio 1999) è una pallavolista turca, centrale del Galatasaray.

## Carriera

### Club
Yasemin Güveli muove i suoi primi passi nella pallavolo con il Küçükçekmece, viene quindi notata dall'Eczacıbaşı, che la trasferisce nel proprio settore giovanile, dove gioca fino al 2016; tuttavia, già nel corso della stagione 2015-16 fa qualche apparizione in prima squadra, debuttando in Voleybol 1. Ligi, mentre nella stagione seguente viene ceduta in prestito al neopromosso Beşiktaş. Rientrata all'Eczacıbaşı nel campionato 2017-18, viene nuovamente ceduta in prestito nel gennaio 2018, questa volta al Karayolları, con cui conclude l'annata ottenendo la promozione dalla serie cadetta alla Sultanlar Ligi e dove resta anche nel campionato seguente.
Fa definitivamente ritorno all'Eczacıbaşı nella stagione 2019-20, conquistando due edizioni della Supercoppa turca, ma a metà dell'annata 2023-24 lascia il club e si trasferisce al Çukurova, mentre nell'annata seguente viene ingaggiata dal Galatasaray, con cui si aggiudica la BVA Cup, venendo premiata come miglior centrale.

### Nazionale
Fa parte delle selezioni giovanili turche, con cui conquista la medaglia d'oro al XIII Festival olimpico della gioventù europea e quella di bronzo al campionato europeo Under-19 2016.
Debutta in nazionale maggiore nel 2018, conquistando la medaglia di bronzo ai XVIII Giochi del Mediterraneo. Nel 2021 vince la medaglia di bronzo alla Volleyball Nations League e al campionato europeo.

## Palmarès

### Club
- Supercoppa turca: 2

2019, 2020
- BVA Cup: 1

2024

### Nazionale (competizioni minori)
- Festival olimpico della gioventù europea 2015
- Campionato europeo Under-19 2016
- Giochi del Mediterraneo 2018

### Premi individuali
- 2024 - BVA Cup: Miglior centrale